# Sebastian Korda
Sebastian Korda (Bradenton, Florida, 5 de julio de 2000) es un tenista profesional estadounidense. Hasta el momento, el ranking ATP más alto de su carrera en individuales, el 15.º, lo logró el 12 de agosto de 2024. Ha ganado dos torneo ATP, el Torneo de Parma en 2021 y el Torneo de Washington en 2024. También ganó el título júnior en el Abierto de Australia de 2018, veinte años después de que su padre, Petr Korda, ganara el título del Abierto de Australia sénior.

## Primeros años y familia deportista
Sebastian Korda es hijo del tenista checo Petr Korda y la exjugadora Top 30 Regina Rajchrtová. Su padre fue campeón del Abierto de Australia y finalista de Roland Garros tanto en individuales como en dobles. Las hermanas mayores de Sebastian, Jessica y Nelly, son profesionales del golf LPGA. Korda creció jugando al hockey sobre hielo desde los 3 años, pero decidió cambiarse al tenis a los 9 años después de acompañar a su padre al US Open de 2009. A los 11 años ganó un torneo de golf en Praga, en el que también compitió su hermana Nelly.

## Carrera profesional

### 2018: Debut en la ATP
En enero ganó el título del Abierto de Australia 2018 júnior.
Korda hizo su debut en el cuadro principal de la ATP en el Abierto de Nueva York como invitado. Perdió en la primera ronda ante Frances Tiafoe en tres sets.

### 2020: Masters 1000 y debut en los Grand Slam de EE.UU. y Francia
Korda hizo su debut en un Masters 1000 como clasificado en el Western & Southern Open previo al Open USA. Korda hizo su debut en un Grand Slam como invitado en el Open USA 2020, donde fue derrotado por Denis Shapovalov.
Como clasificado, Korda llegó a la cuarta ronda del Abierto de Francia tras vencer a Andreas Seppi, al preclasificado 21, John Isner y al clasificado de la previa, Pedro Martínez. Perdió ante el Rafael Nadal, campeón por decimotercera vez.

### 2021: Cuartofinalista de Master 1000, primer título ATP, debut entre los 50 mejores y cuarta ronda de Wimbledon
Korda alcanzó su primera final ATP en el Delray Beach Open. Perdió ante Hubert Hurkacz en sets seguidos 3-6, 3-6.
Korda disputó otro gran torneo en el Miami Masters, donde alcanzó su primer cuartos de final de un Masters 1000. Venció al décimo cabeza, Fabio Fognini en tres sets, al decimoséptimo, Aslan Karatsev y anotó su primera victoria entre los 10 primeros contra Diego Schwartzman. Perdió ante el cuarto cabeza, Andrey Rublev, en los cuartos de final.
En mayo, Korda levantó su primer título de individuales ATP Tour en el Emilia-Romagna Open, un torneo ATP 250 jugado por primera vez en 2021 debido al retraso de una semana del Abierto de Francia de 2021. Venció a Marco Cecchinato en la final y no perdió un set en todo el torneo. También se convirtió en el primer tenista estadounidense en ganar en la arcilla europea desde Sam Querrey en 2010. Como resultado de esta brillante carrera, alcanzó puesto 50 ATP.
En junio en el Halle Open, su primer evento ATP en hierba, Korda obtuvo su segunda victoria entre los 10 primeros contra el sexto cabeza, Roberto Bautista Agut  además de vencer a Kei Nishikori en su camino a los cuartos de final, donde perdió ante el eventual campeón Ugo Humbert. Una semana después, en su debut en el Campeonato de Wimbledon, Korda alcanzó la cuarta ronda por primera vez en su carrera después de derrotar al 15.º cabeza de serie, Álex de Miñaur, al clasificado Antoine Hoang y al 22.º cabeza, Dan Evans. Sin embargo, perdió en la cuarta ronda ante el cabeza 25, Karen Khachanov en cinco disputados sets, con 10-8 en el quinto set después de trece roturas de servicio.

### 2022: Abierto de Australia y tres terceras rondas de Masters, top 30
Korda comenzó su temporada 2022 jugando en el Open de Australia. En su debut, sorprendió al número 12 del mundo, Cameron Norrie, en la primera ronda para lograr su primera victoria en este evento. A continuación, derrotó a Corentin Moutet en la segunda ronda en un ajustado partido a cinco sets con un superdesempate en el quinto set para alcanzar la tercera ronda por primera vez en este Major. En la tercera ronda, perdió ante el 19.º cabeza de serie y número 21 del mundo, Pablo Carreño Busta.
Como quinto cabeza de serie en el Abierto de Delray Beach, Korda alcanzó los cuartos de final, donde fue derrotado por el primer cabeza de serie y a la postre campeón, Cameron Norrie. En Acapulco, fue derrotado en primera ronda por Dušan Lajović. Representando a EE. UU. en la eliminatoria de Copa Davis contra Colombia, venció a Nicolás Mejía en su debut. Al final, EE. UU. ganó la eliminatoria a Colombia por 4-0 y pasó a la final de la Copa Davis. En marzo, compitió en el BNP Paribas Open. Derrotó al clasificado Thanasi Kokkinakis en primera ronda. En segunda ronda, se enfrentó al cuarto cabeza de serie, ex número 1 del mundo y tres veces campeón, Rafael Nadal. A pesar de servir un pan en el segundo set y liderar 5-2 en el set final, perdió ante el eventual finalista en un tiebreak del tercer set. En el Abierto de Miami, fue eliminado del torneo en tercera ronda por Miomir Kecmanović.
Korda comenzó su temporada en tierra batida en el Masters de Montecarlo. Venció al octavo cabeza de serie, número 11 del mundo, y reciente campeón del Abierto de Miami, Carlos Alcaraz, en la segunda ronda para lograr la mayor victoria de su temporada; se vengó de su derrota ante Alcaraz en la ATP Finales de Nuevas Generaciones. Perdió en la tercera ronda ante el décimo cabeza de serie, número 13 del mundo, y compatriota, Taylor Fritz. 13 del mundo y compatriota de Taylor Fritz. En Barcelona, cayó en primera ronda ante el español Carlos Taberner. Octavo cabeza de serie en el Abierto de Estoril, sorprendió al cabeza de serie y número 10 del mundo, Félix Auger-Aliassime, en cuartos de final, vengándose así de la derrota sufrida en Acapulco en 2021 y logrando su tercera victoria entre los 10 primeros.
En el US Open 2022, alcanzó la segunda ronda por primera vez en este torneo tras derrotar a Facundo Bagnis antes de perder en cinco sets contra Tommy Paul.
En el Abierto de Gijón de 2022 alcanzó la tercera final de su carrera al derrotar en el camino al tercer cabeza de serie Roberto Bautista Agut, a Andy Murray en cuartos de final y a Arthur Rinderknech en semifinales. Perdió contra el primer cabeza de serie, Andrey Rublev, en sets sucesivos. A continuación, alcanzó su cuarta final en el Abierto Europeo de Amberes 2022, derrotando a Dominic Thiem antes de perder contra el segundo cabeza de serie, Félix Auger-Aliassime.

### 2023: Dos finales ATP, primer cuarto de final en un Major y victoria en un top-5 y semifinal de Masters, top 25
Korda comenzó su temporada 2023 en el Adelaide International 1. Llegó a su quinta final ATP de individuales al vencer al ex n.º 1 del mundo Andy Murray, al n.º 21 del mundo Roberto Bautista Agut, al sexto cabeza de serie y n.º 15 del mundo Jannik Sinner y a Yoshihito Nishioka por retirada. En la final, perdió ante el primer cabeza de serie y n.º 5 del mundo Novak Djokovic en tres sets a pesar de tener un punto de campeonato Sembrado 29 en el Abierto de Australia, sorprendió al séptimo cabeza de serie, n.º 8, y dos veces finalista, Daniil Medvedev, en la tercera ronda. En la cuarta ronda, venció al décimo cabeza de serie y número 11 del mundo, Hubert Hurkacz, para alcanzar los cuartos de final de un Major por primera vez en su carrera. Se retiró durante su partido de cuartos de final contra el decimoctavo cabeza de serie y número 20 del mundo, Karen Khachanov, debido a una lesión en la muñeca derecha. Debido a su éxito en el Abierto de Australia, su clasificación mejoró del número 31 al 26.
La lesión en la muñeca derecha de Korda le mantuvo alejado de la competición durante los meses siguientes. Regresó a la competición durante la semana del 24 de abril en el Abierto de Madrid. Como cabeza de serie 22, perdió en la segunda ronda contra el francés Hugo Grenier. Como cabeza de serie 22 en el Abierto de Italia, fue derrotado en la segunda ronda por el clasificado Roman Safiullin. También perdió en la segunda ronda del Abierto de Francia de 2023 contra otro clasificado, el austriaco Sebastian Ofner.
En el Queen's Club Championships de 2023 alcanzó las semifinales sin ceder un set, derrotando a Dan Evans, al cuarto cabeza de serie Frances Tiafoe y al quinto cabeza de serie Cameron Norrie. Tras esta buena racha, perdió en primera ronda en el Campeonato de Wimbledon de 2023 ante Jiří Veselý, que utilizaba el ranquin protegido.[cita requerida]
También perdió en primera ronda contra Márton Fucsovics en el US Open. Comenzó la gira asiática en el Campeonato de Zhuhai 2023, donde derrotó a Alexandre Müller y al quinto cabeza de serie Tomás Martín Etcheverry para alcanzar otra semifinal. La semana siguiente llegó a su sexta final en el Abierto de Astana 2023 al derrotar al invitado Hamad Medjedovic antes de perder ante el sexto cabeza de serie Adrian Mannarino. En el Masters de Shanghái derrotó al segundo cabeza de serie Daniil Medvedev, su segunda victoria de la temporada contra el ruso, y la primera entre los cinco primeros y entre los tres primeros de su carrera para alcanzar la cuarta ronda. A continuación derrotó al vigésimo cabeza de serie Francisco Cerúndolo para alcanzar los cuartos de final. Alcanzó su primera semifinal de Masters derrotando al joven Ben Shelton.

### 2024: Victoria número 100
Logró su victoria número 100 en el Open 13 Provence de 2024, superando al clasificado Hugo Grenier.

## Títulos ATP (3; 2+1)

### Individual (2)
| Leyenda                   |
| Grand Slam (0)            |
| ATP World Tour Finals (0) |
| ATP Masters 1000 (0)      |
| ATP World Tour 500 (1)    |
| ATP World Tour 250 (1)    |

| N.º | Fecha               | Torneo     | Superficie    | Oponente en la final | Resultado     |
| --- | ------------------- | ---------- | ------------- | -------------------- | ------------- |
| 1.  | 29 de mayo de 2021  | Parma      | Tierra batida | Marco Cecchinato     | 6-2, 6-4      |
| 2.  | 4 de agosto de 2024 | Washington | Dura          | Flavio Cobolli       | 4-6, 6-2, 6-0 |

#### Finalista (7)
| N.º | Fecha                 | Torneo           | Superficie | Oponente en la final  | Resultado           |
| --- | --------------------- | ---------------- | ---------- | --------------------- | ------------------- |
| 1.  | 13 de enero de 2021   | Delray Beach     | Dura       | Hubert Hurkacz        | 3-6, 3-6            |
| 2.  | 16 de octubre de 2022 | Gijón            | Dura (i)   | Andrey Rublev         | 2-6, 3-6            |
| 3.  | 23 de octubre de 2022 | Amberes          | Dura (i)   | Félix Auger-Aliassime | 3-6, 4-6            |
| 4.  | 8 de enero de 2023    | Adelaida I       | Dura       | Novak Djokovic        | 7-6(8), 6-7(3), 4-6 |
| 5.  | 3 de octubre de 2023  | Astaná           | Dura (i)   | Adrian Mannarino      | 6-4, 3-6, 2-6       |
| 6.  | 16 de junio de 2024   | 's-Hertogenbosch | Hierba     | Álex de Miñaur        | 2-6, 4-6            |
| 7.  | 11 de enero de 2025   | Adelaida         | Dura       | Félix Auger-Aliassime | 3-6, 6-3, 1-6       |

### Dobles (1)
| Leyenda                         |
| Grand Slam (0)                  |
| ATP World Tour Finals (0)       |
| Juegos Olímpicos (0)            |
| ATP World Tour Masters 1000 (1) |
| ATP World Tour 500 (0)          |
| ATP World Tour 250 (0)          |

| N.º | Fecha             | Torneo | Superficie    | Pareja          | Oponentes en la final     | Resultado   |
| --- | ----------------- | ------ | ------------- | --------------- | ------------------------- | ----------- |
| 1.  | 4 de mayo de 2024 | Madrid | Tierra batida | Jordan Thompson | Ariel Behar Adam Pavlásek | 6-3, 7-6(7) |

#### Finalista (1)
| N.º | Fecha               | Torneo       | Superficie | Pareja          | Oponentes en la final      | Resultado |
| --- | ------------------- | ------------ | ---------- | --------------- | -------------------------- | --------- |
| 1.  | 15 de marzo de 2025 | Indian Wells | Dura       | Jordan Thompson | Marcelo Arévalo Mate Pavić | 3-6, 4-6  |

## Clasificación histórica
| Australian Open             | -            | -            | 3R           | CF    | 3R    | 2R   | 0 / 4      | 9-4        |
| Roland Garros               | 4R           | 1R           | 3R           | 2R    | 3R    |      | 0 / 5      | 8-5        |
| Wimbledon                   | ND           | 4R           | -            | 1R    | 1R    |      | 0 / 3      | 3-3        |
| US Open                     | 1R           | 1R           | 2R           | 1R    | 2R    |      | 0 / 5      | 2-5        |
| Total G-P                   | 3-2          | 3-3          | 5-3          | 5-4   | 5-4   | 1-1  | 0 / 17     | 22-17      |
| ATP Finals                  | -            | -            | -            | -     | -     |      | 0 / 0      | 0-0        |
| ATP World Tour Masters 1000 |              |              |              |       |       |      |            |            |
| Indian Wells                | ND           | 2R           | 2R           | -     | 3R    |      | 0 / 3      | 2-3        |
| Miami                       | ND           | CF           | 3R           | -     | 3R    |      | 0 / 3      | 7-3        |
| Montecarlo                  | ND           | -            | 3R           | -     | 2R    |      | 0 / 2      | 3-2        |
| Madrid                      | ND           | -            | 2R           | 2R    | 3R    |      | 0 / 3      | 2-3        |
| Roma                        | -            | -            | 1R           | 2R    | 3R    |      | 0 / 3      | 1-3        |
| Canadá                      | ND           | -            | -            | 2R    | SF    |      | 0 / 2      | 4-2        |
| Cincinnati                  | 1R           | 2R           | 3R           | 1R    | 1R    |      | 0 / 5      | 3-5        |
| Shanghái                    | No Disputado | No Disputado | No Disputado | SF    | -     |      | 0 / 1      | 4-1        |
| Paris                       | ND           | 3R           | 1R           | 1R    | -     |      | 0 / 3      | 2-3        |
| Total G-P                   | 0-1          | 7-4          | 8-7          | 5-6   | 8-7   | -    | 0 / 25     | 28-25      |
| Estadísticas                |              |              |              |       |       |      |            |            |
|                             | 2020         | 2021         | 2022         | 2023  | 2024  | 2025 | Totales    | Totales    |
| Torneos                     | 3            | 18           | 22           | 17    | 20    | 2    | 83         | 83         |
| G/P                         | 3-3          | 31-18        | 34-22        | 26-16 | 31-19 | 3-2  | 2 / 83     | 128-81     |
| Ranking                     | 118          | 41           | 33           | 24    | 23    |      | $6,989,643 | $6,989,643 |

## Next Gen ATP Finals

#### Finalista (1)
| N.º | Fecha                   | Torneo              | Superficie | Oponente en la final | Resultado        |
| --- | ----------------------- | ------------------- | ---------- | -------------------- | ---------------- |
| 1.  | 13 de noviembre de 2021 | Next Gen ATP Finals | Dura (i)   | Carlos Alcaraz       | 3-4(5), 2-4, 2-4 |

## Challengers y Futures

### Individuales
| Leyenda (Individuales) |
| ---------------------- |
| Challengers (2)        |
| Futures (0)            |

### Ganados (2)
| N.º | Fecha      | Torneo                 | Superficie | Oponente            | Resultado |
| --- | ---------- | ---------------------- | ---------- | ------------------- | --------- |
| 1.  | 08.11.2020 | Challenger de Eckental | Carpeta    | Ramkumar Ramanathan | 6-4, 6-4  |
| 2.  | 31.01.2021 | Challenger de Quimper  | Dura (i)   | Filip Horanský      | 61, 6-1   |